# Sergio Agüero
Sergio Leonel „Kun“ Agüero del Castillo [aˈɣweɾo] (* 2. Juni 1988 in Buenos Aires) ist ein ehemaliger argentinischer Fußballspieler. Der Stürmer stammt aus der Jugend des CA Independiente, für den er im Alter von 15 Jahren in der höchsten argentinischen Spielklasse debütierte. 2006 wechselte der 18-Jährige nach Spanien zu Atlético Madrid. Ein Jahr später wurde er mit dem Golden Boy als bester U21-Spieler des Jahres in Europa ausgezeichnet. Für Atlético absolvierte Agüero 175 Spiele in der Primera División und erzielte 74 Tore. 2010 gewann er mit der Europa League seinen ersten Titel auf Vereinsebene. 2011 folgte der Wechsel nach England zu Manchester City. Agüero absolvierte in 10 Jahren in der Premier League 275 Spiele, in denen er 184 Tore erzielte. Er wurde 2012, 2014, 2018, 2019 und 2021 englischer Meister sowie 2015 Torschützenkönig. Hinzu kamen diverse Erfolge im FA Cup, EFL Cup und FA Community Shield. 2021 kehrte der Angreifer nach Spanien zurück und schloss sich dem FC Barcelona an. Dort musste er jedoch nach wenigen Einsätzen seine Karriere im Dezember 2021 aufgrund von Herzrhythmusstörungen beenden.
Agüero wurde auf internationaler Ebene 2007 U20-Weltmeister. Dabei wurde er Torschützenkönig und als bester Spieler des Turniers ausgezeichnet. 2008 folgte mit der Olympiaauswahl der Gewinn der Goldmedaille. Zwischen 2006 und 2021 spielte Agüero 101-mal für die argentinische Nationalmannschaft und erzielte 41 Tore, womit er der Spieler mit den siebtmeisten Einsätzen und drittmeisten Toren ist. Er nahm mit der Albiceleste an drei Weltmeisterschaften (2010, 2014, 2018) und fünf Mal an der Copa América (2011, 2015, 2016, 2019, 2021) teil. Seine größten Erfolge mit der Nationalmannschaft sind der Gewinn der Copa América 2021 und das Erreichen des WM-Finals 2014, das Argentinien gegen Deutschland verlor.

## Karriere

### Vereine
Agüero begann seine Karriere 1997 in der Jugend des argentinischen Erstligavereines CA Independiente aus Avellaneda im Ballungsraum Buenos Aires.

#### Independiente
Sein Debüt in der A-Mannschaft von Independiente feierte Agüero am 7. Juli 2003 in einem Spiel gegen CA San Lorenzo de Almagro. Zu diesem Zeitpunkt war er 15 Jahre, einen Monat und drei Tage alt und hält damit den Rekord als jüngster Spieler in der argentinischen Primera División.

#### Atlético Madrid

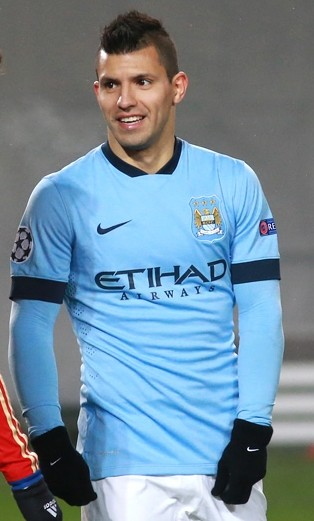
Sergio Agüero im Trikot von Manchester City (2014)

Im Jahr 2006 waren diverse Vereine aus Europa an einer Verpflichtung Agüeros zur Saison 2006/07 interessiert. Er wechselte schließlich Ende Mai 2006 für 23 Millionen Euro von Independiente in die spanische Primera División zu Atlético Madrid. Sein erstes Ligator schoss er in seinem dritten Ligaspiel am 17. September 2006 gegen Athletic Bilbao.
2010 gewann er mit Atlético die UEFA Europa League, indem der FC Fulham 2:1 im Finale besiegt wurde. Dadurch qualifizierte sich Atlético Madrid für den UEFA Super Cup. Das Spiel gegen Inter Mailand konnte dann auch gewonnen werden, wobei Agüero das Tor zum 2:0-Endstand erzielte.
Anfang Januar 2011 verlängerte er seinen bis Juni 2012 laufenden Kontrakt vorzeitig um zwei weitere Jahre bis Juni 2014. Vier Monate später, im Mai 2011, kündigte er an, Atlético Madrid zu verlassen. Dabei hatte er sich in der Liste der Torjäger in Spanien hinter Cristiano Ronaldo (40 Tore) und Lionel Messi (31) und gemeinsam mit Álvaro Negredo (FC Sevilla) mit 20 Treffern auf Platz drei platziert.

#### Manchester City
Zur Saison 2011/12 wechselte Sergio Agüero  zum englischen Premier-League-Club Manchester City, bei welchem er einen Fünfjahresvertrag unterschrieb. Laut Medienberichten betrug die Ablösesumme 43 Millionen Euro. Bereits in seinem ersten Spiel für den neuen Verein erzielte Agüero gegen Swansea City zwei Tore bereitete und ein weiteres vor. Im entscheidenden Spiel um die Meisterschaft im Mai 2012 erzielte Agüero in der Nachspielzeit das Tor zum 3:2 gegen die Queens Park Rangers und sicherte Manchester City den ersten englischen Meistertitel seit 44 Jahren. 
Agüero gewann mit dem Verein in den Spielzeiten 2013/14, 2017/18, 2018/19 und 2020/21 erneut die Premier League. Zudem holte er den FA Cup (2018/19), den englischen Supercup (2012, 2018) sowie sechs Mal den Carabao Cup (2014, 2016, 2018, 2019, 2020, 2021). In all diesen Erfolgen spielte Agüero eine zentrale Rolle und hatte maßgeblichen Anteil an den Titeln. In seinen zehn Jahren bei Manchester City gewann er insgesamt 15 Titel.
In der Saison 2014/15 wurde er mit 26 Treffern in 33 Spielen Torschützenkönig der Premier League. Sein Vertrag lief bis zum 30. Juni 2021. Mit 260 Toren in 390 Einsätzen verließ Agüero den Klub als Rekordtorschütze.

#### FC Barcelona
Nach seinem Vertragsende bei Manchester City wechselte Agüero zur Saison 2021/22 ablösefrei zum FC Barcelona. Er unterschrieb einen Vertrag bis zum 30. Juni 2023, der eine Ausstiegsklausel in Höhe von 100 Millionen Euro enthielt. Anfang August 2021 zog sich der Stürmer kurz vor dem 1. Spieltag im Training eine Sehnenverletzung in der Wade zu. Mitte Oktober 2021 absolvierte er schließlich am 9. Spieltag sein erstes Ligaspiel. Bei seinem vierten Ligaeinsatz Ende Oktober 2021 brach der 33-Jährige ohne Fremdeinwirkung zusammen und musste ausgewechselt werden. Kurze Zeit später wurde bekannt, dass die Ursache für diesen Vorfall eine Herzrhythmusstörung sei. Mitte Dezember 2021 beendete Agüero auf ärztlichen Rat seine Karriere. Sein einziges Tor für seinen letzten Verein hatte er bei der 1:2-Niederlage im Clásico gegen Real Madrid erzielt.

### In der Nationalmannschaft

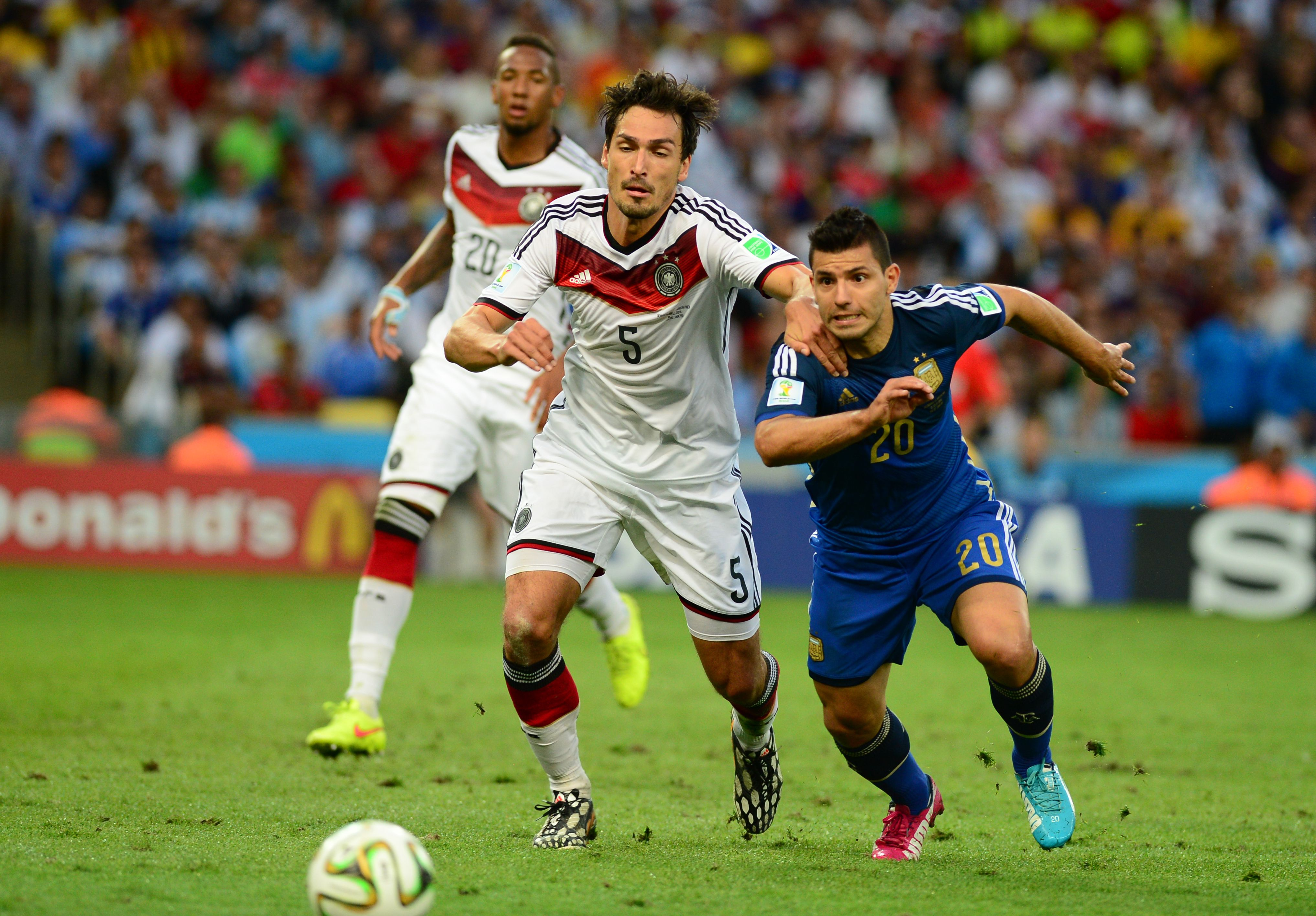
Agüero (rechts) im Zweikampf mit Mats Hummels beim WM-Finale 2014

Mit der Jugendauswahl der argentinischen Nationalmannschaft gewann er unter anderem die Junioren-Fußballweltmeisterschaft 2005 in den Niederlanden. Sein erstes Spiel in der argentinischen A-Nationalmannschaft bestritt Agüero am 3. September 2006 gegen Brasilien, als er für Carlos Tévez eingewechselt wurde.
Bei der Junioren-Weltmeisterschaft 2007 errang er mit der argentinischen Nationalmannschaft den ersten Platz, wobei er im Finale den zwischenzeitlichen Ausgleichstreffer seiner Mannschaft erzielte. Darüber hinaus wurde er zum besten Spieler des Turniers gewählt und gewann den Goldenen Schuh als erfolgreichster Torschütze (sechs Tore und vier Torvorlagen).
Im August 2008 gewann er mit der argentinischen Auswahl das olympische Fußballturnier in Peking. Agüero schoss in diesem Turnier zwei Tore beim Halbfinalsieg gegen Brasilien.
Bei der Fußball-Weltmeisterschaft 2014 zählte er mit Lionel Messi, Ángel Di María und Gonzalo Higuaín zu den „Vier Fantastischen“ der argentinischen Nationalmannschaft. Er erreichte mit Argentinien das Finale, in dem man Deutschland mit 0:1 unterlag. Nach dem verlorenen Copa-America-Finale erklärte er gemeinsam mit Lionel Messi und Javier Mascherano den Rücktritt aus der Nationalmannschaft, den er aber wieder revidierte.
Er stand im Kader der Nationalmannschaft Argentiniens für die WM 2018 in Russland. Im vorletzten WM-Vorbereitungsspiel gegen Haiti erzielte er nach langer Verletzungspause nach Vorlage von Messi das letzte Tor zum 4:0. Im anschließenden Turnier schied die Mannschaft nach einer 3:4-Niederlage im Achtelfinale gegen Frankreich aus. Agüero erzielte in den vier Spielen insgesamt zwei Tore.
Während Agüero beim 1:0-Sieg über Brasilien im Superclásico de las Américas am 15. November 2019 in Riad (Saudi-Arabien) noch auf der Bank saß, spielte er in Tel Aviv (Israel) am 18. November 2019 beim ältesten Superclásico Amerikas gegen Uruguay (Endstand 2:2). Dabei erzielte er den 1:1-Ausgleich per Kopfball.
Bei der Copa América 2021 kam er in vier Spielen zum Einsatz. Durch den 1:0-Finalsieg seines Teams am 10. Juli 2021 über Titelverteidiger Brasilien gewann er die Copa América 2021.

## Titel

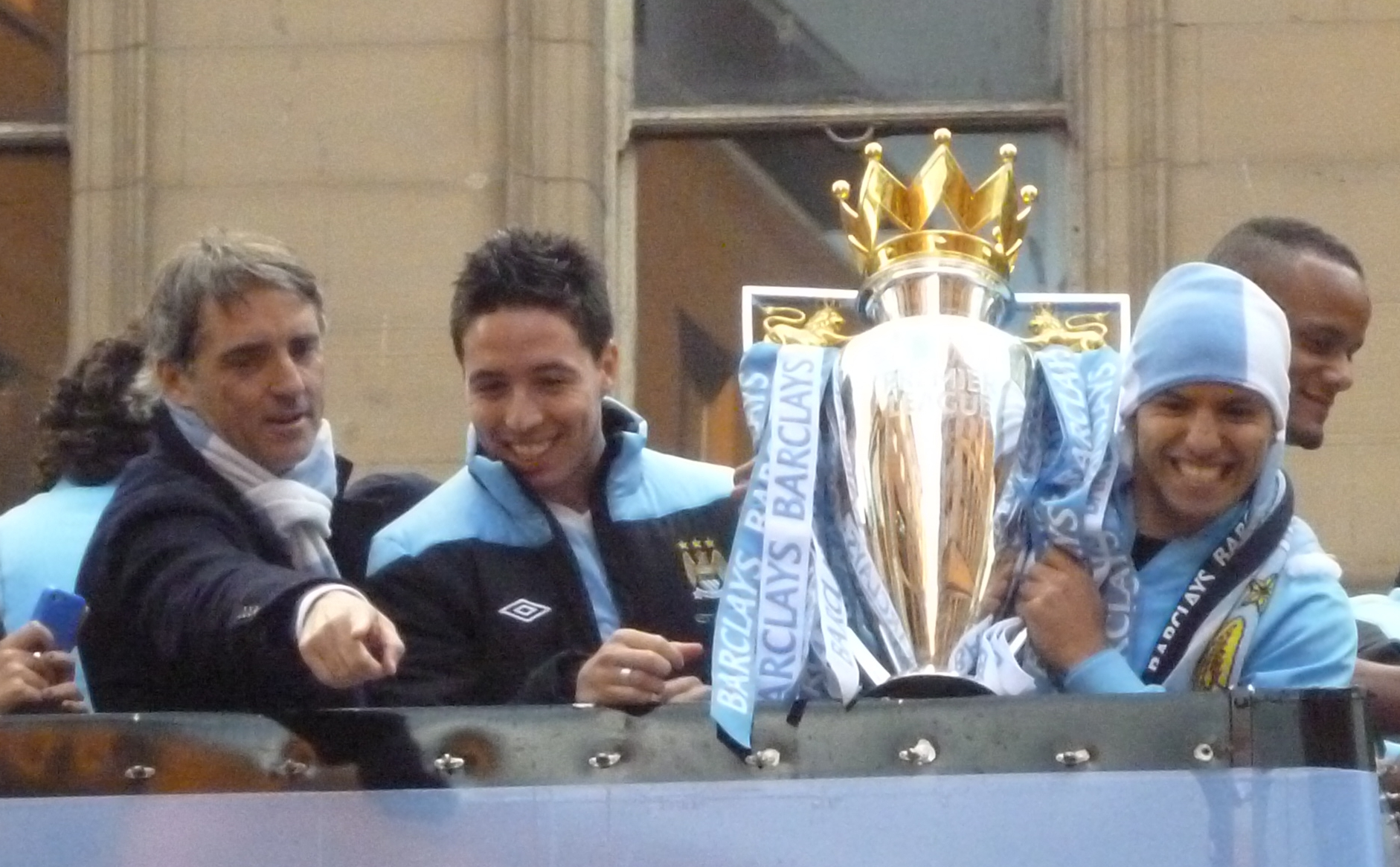
Agüero (r.) nach dem Gewinn der Premier League 2012 (links Trainer Roberto Mancini und Samir Nasri, dahinter Vincent Kompany)

### Nationalmannschaft
A-Nationalmannschaft
- Copa-América-Sieger: 2021
- Olympiasieger: 2008

U-20-Nationalmannschaft
- Junioren-Weltmeister (2): 2005, 2007

### Verein
Atletico Madrid (2006–2011)
- Europa-League-Sieger: 2010
- UEFA-Super-Cup-Sieger: 2010

Manchester City (2011–2021)
- Englischer Meister: 2012, 2014, 2018, 2019, 2021
- Englischer Pokalsieger: 2019
- Englischer Ligapokalsieger: 2014, 2016, 2018, 2019, 2020
- Englischer Supercupsieger: 2012, 2018

## Auszeichnungen
- Hall of Fame der Premier League
- Golden Boy: 2007
- Bester Spieler bei der Junioren-Fußballweltmeisterschaft: 2007
- Torschützenkönig bei der Junioren-Fußballweltmeisterschaft: 2007
- Bester ausländischer Spieler in der Primera División: 2008
- Argentiniens Fußballer des Jahres: 2009
- Junger Spieler des Jahres laut World Soccer: 2009
- Torschützenkönig der Premier League: 2015
- PFA Team of the Year: 2017/18, 2018/19

## Familie
Agüero war mit Giannina Maradona, der Tochter des ehemaligen argentinischen Nationalspielers Diego Maradona, liiert. Zusammen haben sie einen Sohn, der 2009 geboren wurde. Die beiden trennten sich im Januar 2013.
Sein Spitzname „Kun“, den er auch auf dem Trikot trägt, stammt von seinem Großvater und geht zurück auf eine angebliche Ähnlichkeit mit der Figur Kum-Kum aus dem Anime-Cartoon Wanpaku Omukashi Kumu Kumu, Agüeros Lieblingssendung als Kind. „Mir gefällt er, weil er einzigartig ist. Es passiert nicht oft, dass jemand nach einer Comicfigur benannt wird.“

## Poker
Agüero erzielte im Februar 2023 zwei Geldplatzierungen bei Pokerturnieren der Enjoy Poker Tour in Punta del Este. Im Juli 2023 nahm er an der Poker-Weltmeisterschaft im Horseshoe Las Vegas und Paris Las Vegas teil. Dort konnte er sich nicht in den Geldrängen platzieren, belegte jedoch eine Woche später den mit knapp 90.000 US-Dollar dotierten 19. Platz bei einem 50.000 US-Dollar teuren High Roller.